# 648
El 648 (DCXLVIII) fou un any de traspàs començat en dimarts del calendari julià.

## Esdeveniments
- L'emperador romà d'Orient Constant II promulga el Tipus de Constant en un intent fallit de prohibir les disputes religioses entorn del monotelisme.
- Els musulmans conquereixen Persèpolis.